# Heligmomerus astutus
Espèce
Synonymes
- Idiops astutus Hewitt, 1915

Heligmomerus astutus est une espèce d'araignées mygalomorphes de la famille des Idiopidae.

## Distribution
Cette espèce est endémique du Zimbabwe.

## Description
Le mâle holotype mesure 19 mm.

## Publication originale
- Hewitt, 1915 : New South African Arachnida. Annals of the Natal Museum, vol. 3, p. 289-327 (texte intégral).